# Hilary Swanková

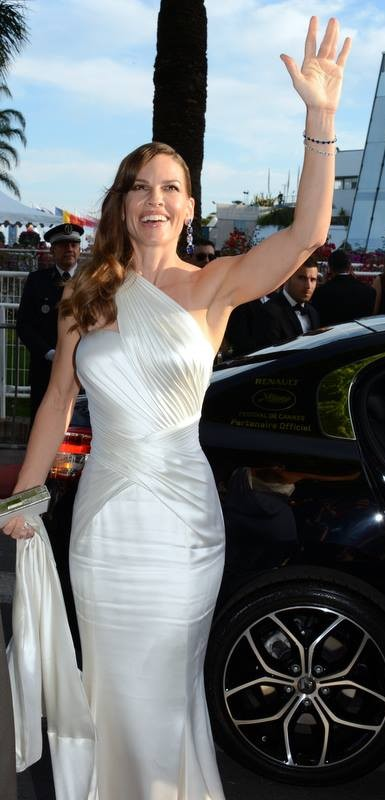
Hilary Swanková na festivalu v Cannes 2014

Hilary Ann Swanková (* 30. července 1974 Lincoln, Nebraska, Spojené státy americké) je americká herečka a filmová producentka, držitelka dvou Oscarů a dvou Zlatých glóbů.

## Život
Hilary Ann Swanková se narodila 30. července 1974 v Lincolnu v Nebrasce. Její matka, Judy Kay (rozená Clough), byla sekretářka a tanečnice a její otec, Stephen Michael Swank byl vrchní seržant v Oregonské letecké gardě a později byl obchodním cestujícím. Má bratra Daniela, který je o osm let starší. Její babička z matčiny strany, Frances Martha Clough (rozená Dominguez), měla španělský a indiánský původ. Její babička z otcovy strany se narodila v Anglii. Má holandské, německé, skotské, irské, velšské a švýcarské předky. Příjmení "Swank" původně "Swenk" je německého původu.

## Herecká kariéra
Ochotnickému divadlu se věnovala již od dětství, od mládí také sportovala (plavání a gymnastika). V roce 1990 se přestěhovala do Los Angeles a rozhodla se, že se bude věnovat herectví. Již během studií začala účinkovat v amerických televizních seriálech.
Až do roku 1997 hrála v podřadných filmech a televizních seriálech. První výraznější role se dostavila až se seriálem Beverly Hills 90210. Prvním skutečných vrcholem její herecké kariéry nastal v roce 1999 ve snímku Kluci nepláčou, za nějž obdržela svůj první Zlatý glóbus i svého prvního Oscara.
Objevila se také v Eastwoodowě filmu Million Dollar Baby, za nějž v roce 2004 získala své druhé ocenění Americké filmové akademie Oscar.

## Kontroverze
V roce 2011 byla kritizována za účast na narozeninách čečenského prezidenta Ramzana Kadyrova. Peníze za své účinkování se pak rozhodla věnovat charitě.

## Osobní život
Během natáčení filmu Quit Days in Hollywood se Swanková setkala s hercem Chadem Lowem. Vzali se 28. září 1997. 9. ledna 2006 oznámili rozvod, který byl dokončen 1. listopadu 2007.
V roce 2007 začala Swanková chodit se svým agentem Johnem Campisimem, svůj vztah ukončili v květnu 2012.
22. března 2016 oznámila Swanková zasnoubení s Rubenem Torresem, finančním poradcem UBS a bývalým profesionálním tenistou. Chodili spolu do května 2015 a v červnu 2016 potvrdila zástupkyně Swankové, že zrušili zasnoubení.
18. srpna 2018 se po dvou letech randění provdala za podnikatele Philipa Schneidera. V říjnu 2022 Swanková oznámila, že je poprvé těhotná a čeká rovnou dvojčata. Na Velikonoční pondělí 2023 na svém instagramovém účtu sdílela fotografii s novorozenými dvojčaty, kde upřesnila, že se jí narodil chlapeček a holčička.

## Filmografie

### Film
| Rok  | Název                   | Role                         | Poznámky                 |
| ---- | ----------------------- | ---------------------------- | ------------------------ |
| 1992 | Buffy, zabíječka upírů  | Kimberly Hannah              |                          |
| 1994 | Nový Karate Kid         | Julie Pierce                 |                          |
| 1996 | Vracejí se... znovu     | Michelle Porter              |                          |
| 1996 | Padělek                 | Colleen                      |                          |
| 1997 | Quiet Days in Hollywood | Lolita                       |                          |
| 1998 | Ve stínu sekvojí        | Sylvia Orsini                |                          |
| 1999 | Kluci nepláčou          | Brandon Teena                |                          |
| 2000 | Téměř dokonalý zločin   | Valerie Barksdale            |                          |
| 2000 | The Audition            | —                            | krátkometrážní film      |
| 2001 | Aféra s náhrdelníkem    | Jeanne St. Rémy de Valois    |                          |
| 2002 | Insomnie                | detektiv Ellie Burr          |                          |
| 2002 | The Space Between       | —                            | krátkometrážní film      |
| 2003 | Zkurvená noc            | Buzzy                        |                          |
| 2003 | Jádro                   | Rebecca "Beck" Childs        |                          |
| 2004 | Rudý prach              | Sarah Barcant                |                          |
| 2004 | Million Dollar Baby     | Maggie Fitzgerald            |                          |
| 2006 | Černá Dahlia            | Madeleine Linscott           |                          |
| 2007 | Krvavá sklizeň          | Katherine Winter             |                          |
| 2007 | Mezi řádky              | Erin Gruwell                 |                          |
| 2007 | P.S. Miluji Tě          | Holly Kennedy                |                          |
| 2008 | Vyletět z hnízda        | Laura                        |                          |
| 2009 | Amelia                  | Amelia Earhart               | také výkonná producentka |
| 2010 | Odsouzení               | Betty Anne Waters            | také výkonná producentka |
| 2011 | Intimní past            | Dr. Juliet Devereau          |                          |
| 2011 | Šťastný Nový rok        | Claire Morgan                |                          |
| 2014 | Síla života             | Mary Bee Cuddy               |                          |
| 2014 | To nejsi Ty             | Kate Parker                  | také producentka         |
| 2015 | Lauda: The Untold Story | Samu sebe                    | dokument                 |
| 2016 | Spark: A Space Tail     | Královna (hlas)              |                          |
| 2017 | Loganovi parťáci        | speciální agentSarah Grayson |                          |
| 2017 | 55 schodů               | Colette Hughes               |                          |
| 2018 | What They Had           | Bridget Ertz                 | také výkonná producentka |
| 2019 | Jsem matka              | Žena                         |                          |
| 2020 | Lov                     | Athena Stone                 |                          |
| 2020 | Fatale                  | —                            |                          |

### Televize
| Rok       | Název                           | Role             | Poznámky             |
| --------- | ------------------------------- | ---------------- | -------------------- |
| 1991      | Městečko Evening Shade          | Aimee Thompson   | 2 díly               |
| 1991–1992 | Growing Pains                   | Sasha Serotsky   | 2 díly               |
| 1992–1993 | Camp Wilder                     | Danielle         | hlavní role, 19 dílů |
| 1994      | Oběti zloby                     | Patty Yaklich    | TV film              |
| 1996      | Terror in the Family            | Deena Marten     | TV film              |
| 1997      | Za každou cenu                  | Lisa Connors     | TV film              |
| 1997      | Zločiny z vášně: Náměsíčný vrah | Lauren Schall    | TV film              |
| 1997      | Leaving L.A.                    | Tiffany Roebuck  | hlavní role, 6 dílů  |
| 1997–1998 | Beverly Hills 90210             | Carly Reynolds   | hlavní role, 16 dílů |
| 2004      | Andělé s ocelovým hlasem        | Alice Paul       | TV film              |
| 2013      | Smrt si říká malárie            | Mary Morgan      | TV film              |
| 2018      | Trust                           | Gail Getty       | hlavní role, 8 dílů  |
| 2019–2020 | BoJack Horseman                 | Joey Pogo (hlas) | 5 dílů               |
| 2020      | Away                            | Emma Green       | hlavní role, 10 dílů |